# EMD E5
Die EMD E5 ist eine Baureihe von Diesellokomotiven mit elektrischer Leistungsübertragung für den schweren Schnellzugdienst, die von 1940 bis 1941 bei General Motors Electro-Motive Division in den Vereinigten Staaten für die Chicago, Burlington and Quincy Railroad und ihre Tochtergesellschaften gebaut wurde.

## Entwicklung und Einsatz
Von 1937 bis 1963 baute Electro-Motive Corporation (EMC) und später General Motors Electro-Motive Division (EMD) in La Grange im US-Bundesstaat Illinois eine große als E-Serie bezeichnete Reihe sechsachsiger dieselelektrischer Stromlinienlokomotiven mit der Achsfolge (A1A)(A1A). Diese wurden als A-Variante mit Führerstand als eigenständiges Triebfahrzeug und als ferngesteuerte B-Variante ohne Führerstand zur Unterstützung von A-Lokomotiven hergestellt.
Von der Reihe EMD E5 entstanden von Februar 1940 bis Juni 1941 nur 11 Maschinen in Normalausführung und von Februar bis März 1940 zusätzlich 5 führerstandlose B-Einheiten für die Chicago, Burlington and Quincy Railroad, die 12 Lokomotiven abnahm, die Colorado and Southern Railway mit zwei und die Fort Worth and Denver Railway mit ebenfalls zwei Maschinen. Da die CS und die FWD zur Chicago, Burlington and Quincy Railroad gehörten, kann diese als Eigentümer aller 16 E5-Lokomotiven angesehen werden. Die E5 war nahezu baugleich mit der EMD E6 und unterschied sich lediglich durch das den „Burlington Zephyr“-Zügen angeglichene äußere Erscheinungsbild.
Eine E5A-Lokomotive, die 9911A der Chicago, Burlington and Quincy Railroad, ist im Illinois Railway Museum in Union betriebsfähig erhalten.

## Technische Beschreibung
Der geschweißte Stahlrahmen liegt über Elliptikfedern auf zwei dreiachsigen Drehgestellen auf, die die Antriebs- und Bremskräfte über Drehzapfen auf den Grundrahmen übertragen. Die Dienstmasse von 143 t, 132 t bei der führerstandlosen B-Variante, wird auf die sechs Radsätze aufgeteilt, sodass die Achslast 24 t beziehungsweise 22 t beträgt. Nur vier der sechs Radsätze der Lokomotive werden angetrieben, der jeweils mittlere im Drehgestell ist als Laufradsatz ausgeführt. Der Lokomotivkasten ist zur Anpassung an das Aussehen der Zephyr-Züge mit poliertem Edelstahlblech verkleidet, besitzt einen großen abgerundeten Vorbau sowie eine senkrechte Rückwand. Wie die Reihen E3, E4 und E6, hat auch die E5 einen schräg ansteigenden Vorbau, was zum Spitznamen „Slant nose“ (deutsch „Schrägnase“) führte. Die Seitenumläufe liegen innerhalb des Maschinenraums. In der Frontnase befindet sich ein Teil der Bremsausrüstung. Hinter der Frontnase ist der Führerstand angeordnet, an dessen Rückwand der Hauptschaltschrank eingebaut ist. Bei der E5B entfallen Frontnase und Führerstand, stattdessen ist an beiden Stirnseiten eine senkrechte Wand mit einer Übergangstür vorhanden.
Um die benötigte Leistung zu erreichen, besitzt die EMD E5 zwei baugleiche Antriebseinheiten mit jeweils einem Dieselmotor und einem Hauptgenerator. Dabei befinden sich die beiden Motoren hintereinander, während die Generatoren an den Enden des Maschinenraums angeordnet sind. Die Motoren des Typs EMD 12-567 sind wassergekühlte Zwölfzylinder-V-Motoren mit Roots-Lader, arbeiten nach dem Zweitaktprinzip und erreichen bei einer Drehzahl von 800 min−1 eine Leistung von 750 kW (1010 PS). Die Zylinder haben einen Innendurchmesser von 216 mm und einen Kolbenhub von 254 mm. Daraus ergibt sich ein Hubraum von 9,3 Litern pro Zylinder und 111,6 Litern des gesamten Motors. Die beiden von den Dieselmotoren angetriebenen Gleichstromgeneratoren des Typs GM D4 versorgen jeweils zwei elektrische Gleichstromfahrmotoren des Typs GM D7. Zwei Hilfsgeneratoren versorgen das Bordnetz für die fahrzeugeigenen Verbraucher wie Pumpen, Lüfter und Lampen. Neben dem Motorzubehör und der Druckluftversorgung befinden sich bei der E5A zwischen den beiden Dieselaggregaten auch die Heizwiderstände der Widerstandsbremse. Die Lokomotive besitzt aus Platzgründen keine gesonderte Kühlanlage, sondern mehrere Lüfter im Maschinenraumdach. Hinter der Antriebstechnik, am hinteren Ende des Maschinenraums, ist der Dampfheizkessel mit einer verfügbaren Dampfmenge von 540 kg/h untergebracht. Unter dem Lokomotivkasten zwischen den Drehgestellen sind der Dieselkraftstofftank mit einem Fassungsvermögen von 4540 l, die Batteriekästen und der Vorratsbehälter für die Dampfheizanlage montiert.
Das Fahrzeug kann mit einer direkt wirkenden Druckluftbremse, der indirekt wirkenden Druckluftbremse und einer Handbremse gebremst werden. Die A-Einheiten verfügen zudem über eine elektrodynamische Widerstandsbremse, mit der Schnellzüge aus hohen Geschwindigkeiten verschleißfrei abgebremst werden können. Alle notwendigen Funktionen der Lokomotive können über die elektropneumatische Mehrfachtraktionssteuerung ferngesteuert werden, was besonders für den Einsatz der führerstandslosen B-Einheiten zur Unterstützung der Maschinen mit Führerstand nötig ist. Die Lokomotiven haben eine Anfahrzugkraft von 260 kN und erreichen eine Höchstgeschwindigkeit von 185 km/h (115 mph).